# Tyus Bowser
Tyus Bowser (Tyler, 23 maggio 1995) è un giocatore di football americano statunitense che milita nel ruolo di linebacker per i Baltimore Ravens della National Football League  (NFL).

## Biografia

### Carriera professionistica
Bowser al college giocò a football all'Università di Houston dal 2013 al 2016. Fu scelto nel corso del secondo giro (47º assoluto) nel Draft NFL 2017 dai Baltimore Ravens. Debuttò come professionista subentrando nella gara del primo turno contro i Cincinnati Bengals mettendo a segno un tackle. La settimana successiva fece registrare il suo primo sack e il primo intercetto ritornato per 27 yard nella vittoria sui Cleveland Browns, venendo premiato come rookie della settimana.
Il 16 marzo 2021 Bowser firmò un rinnovo contrattuale quadriennale del valore di 22 milioni di dollari.

## Palmarès
- Rookie della settimana: 1

2ª del 2017